# أنجيلو إيمو
أنجيلو إيمو (3 يناير 1731 - (1 مارس 1792) نبيل وأدميرال فينيسي، معروفًا في الغالب بكونه آخر أميرال في جمهورية البندقية لقيادة البحرية البندقية إلى المعركة. وحاول إدخال إصلاحات تستند إلى ممارسات البحرية الملكية البريطانية، وقاد غارات على أهداف مغاربية على طول الساحل البربري ردا على هجمات قرصنة على الشحن التي تحمل علم البندقية.
ولد ايمو في مدينة البندقية، وتم تكليفه بمطاردة القراصنة البربريين في البحر المتوسط. في عام 1784 أبحر على متن السفينة فاما في قيادة أربع وعشرين سفينة. حصار تونس حدث في عام 1785، وعلى الرغم من أن ايمو لم ينجح في الاستيلاء على تونس، فقد قام بتخفيض درجة البكالوريوس إلى شروط وحصل على شكر من لويس السادس عشر من فرنسا.